# Stretto di La Pérouse
Lo stretto di La Pérouse (giapponese :宗谷海峡 Sōya Kaikyō; russo :Пролив Лаперуза)  è un braccio di mare dell'oceano Pacifico nord-occidentale.
Lo stretto separa l'isola russa di Sachalin a nord dall'isola giapponese di Hokkaidō a sud e mette in comunicazione il mare del Giappone a ovest con il mare di Ochotsk a est. Ha una ampiezza di 43 km e una profondità che va da 51 ai 118 m di massima. Due isole sono presenti nello stretto: lo Scoglio Opasnosti 14 km a sud-est di capo Crillon, e Benten-jima a nord-ovest di capo Sōya, (il punto più settentrionale del Giappone).
Il nome dello stretto deriva dall'esploratore francese Jean-François de La Pérouse che lo esplorò nel 1787.